# Circunscripción electoral de Stanley

Stanley es una circunscripción electoral de la Asamblea Legislativa de las Islas Malvinas, que ha estado en existencia desde las primeras elecciones en las Malvinas en 1949. La circunscripción de Stanley se compone de la ciudad del mismo nombre (Puerto Argentino oficialmente en Argentina), que es el asentamiento más grande de las Islas Malvinas que representa casi el 75% de la población total de las islas. Stanley es una de las dos circunscripciones en las Malvinas, la otra es Camp.
La población de la circunscripción era de 2120 habitantes hacia 2012.
Las primeras elecciones al Consejo Legislativo (el predecesor de la Asamblea Legislativa) se llevaron a cabo en 1949 y eligieron a dos miembros de la ciudad. El número de miembros se redujo a uno en las elecciones de 1977 con la puesta en práctica de una enmienda del Consejo Legislativo de ese año. En 1985, la Constitución de las Islas Malvinas entró en vigor, aumentando el número de miembros de la ciudad a cuatro. Esto se aumentó a cinco en 1997 a raíz de una enmienda constitucional, dando a los miembros de la ciudad la mayoría de los escaños. En 2009 una nueva Constitución entró en vigencia, que sustituyó al Consejo Legislativo por la Asamblea Legislativa.
En los referendos de 2001 y 2011, una propuesta fue consultada a la población de las Malvinas para que las circunscripciones de Stanley y Camp sean abolidas y reemplazadas con una circunscripción única para todo el territorio. La propuesta fue rechazada en ambas ocasiones.
Los representantes actuales son Pete Biggs, Gavin Short, Mark Pollard, Roger Spink y Leona Vidal Roberts.

## Miembros
| Elección                             | 1° miembro             | 2° miembro            | 3° miembro        | 4° miembro                       | 5° miembro      |
| ------------------------------------ | ---------------------- | --------------------- | ----------------- | -------------------------------- | --------------- |
| 1949                                 | Stanley Charles Luxton | Arthur Leslie Hardy   |                   |                                  |                 |
| 1952                                 | Stanley Charles Luxton | Arthur Leslie Hardy   |                   |                                  |                 |
| 1956                                 | Martin George Creece   | Arthur Leslie Hardy   |                   |                                  |                 |
| 1960                                 | Richard Victor Goss    | Arthur Leslie Hardy   |                   |                                  |                 |
| 1962 (elección parcial)              | Richard Victor Goss    | John Richard Rowlands |                   |                                  |                 |
| 1964                                 | Richard Victor Goss    | Frederick John Cheek  |                   |                                  |                 |
| 1968                                 | Richard Victor Goss    | Nanette King          |                   |                                  |                 |
| 1971                                 | William Edward Bowles  | Sydney Miller         |                   |                                  |                 |
| 1976                                 | William Edward Bowles  | John Smith            |                   |                                  |                 |
| 1977                                 | William Edward Bowles  |                       |                   |                                  |                 |
| 1981                                 | Terence John Peck      |                       |                   |                                  |                 |
| 1984 (elección parcial)              | Harold Bennett         |                       |                   |                                  |                 |
| 1985                                 | John Edward Cheek      | Lewis Clifton         | Norma Edwards     | Charles Desmond Keenleyside Jnr. |                 |
| 1987 (elección parcial)              | John Edward Cheek      | Lewis Clifton         | Terence John Peck | Charles Desmond Keenleyside Jnr. |                 |
| 1989                                 | Gerrard "Fred" Robson  | Harold Rowlands       | Gavin Short       | Terry Peck                       |                 |
| 1993                                 | John Edward Cheek      | Charles Keenleyside   | Sharon Halford    | Wendy Teggart                    |                 |
| 1994 (elección parcial)              | John Edward Cheek      | John Birmingham       | Sharon Halford    | Wendy Teggart                    |                 |
| 1996 (elección parcial)              | Mike Summers           | John Birmingham       | Sharon Halford    | Wendy Teggart                    |                 |
| 1997                                 | Mike Summers           | John Birmingham       | Sharon Halford    | Jan Cheek                        | Lewis Clifton   |
| 2001                                 | Mike Summers           | John Birmingham       | Richard Cockwell  | Jan Cheek                        | Stephen Luxton  |
| 2005                                 | Mike Summers           | Andrea Clausen        | Richard Cockwell  | Richard Andrew Davies            | Janet Robertson |
| 2008 (elección parcial)              | Mike Summers           | Andrea Clausen        | Richard Cockwell  | John Birmingham                  | Janet Robertson |
| 2009                                 | Jan Cheek              | Emma Edwards          | Glenn Ross        | Gavin Short                      | Richard Sawle   |
| junio de 2011 (elección parcial)     | Jan Cheek              | Emma Edwards          | Mike Summers      | Gavin Short                      | Richard Sawle   |
| diciembre de 2011 (elección parcial) | Jan Cheek              | Barry Elsby           | Mike Summers      | Gavin Short                      | Richard Sawle   |
| 2013                                 | Jan Cheek              | Barry Elsby           | Mike Summers      | Gavin Short                      | Michael Poole   |
| 2017                                 | Stacy Bragger          | Barry Elsby           | Mark Pollard      | Roger Spink                      | Leona Roberts   |
| 2021                                 | Pete Biggs             | Gavin Short           | Mark Pollard      | Roger Spink                      | Leona Roberts   |